# High Noon Toons
High Noon Toons è un programma contenitore televisivo statunitense, creato da Adam Reed e Matt Thompson.
La serie è ospitata da due burattini cowboy di nome Haas e Lil 'Jo e venne trasmessa su Adult Swim dal 3 ottobre 1994 al 1995.
Spesso gli episodi erano a tema e riguardavano altre serie animate come Ernesto Sparalesto. Haas e Lil 'Jo ospitarono lo Spring Break '95 su Adult Swim, con i due su una spiaggia insieme a delle bambole Barbie vestite in bikini. Ospitarono anche il Thanksgiving Cartoon Parade nel 1995.

## Trama
La serie è ospitata da due burattini cowboy di nome Haas e Lil' Jo.

## Personaggi e doppiatori
- Haas, doppiato da Matt Thompson.
- Lil' Jo, doppiato da Adam Reed.

## Produzione

### Ideazione
Nei primi anni '90, Matt Thompson iniziò a lavorare per Turner Broadcasting System poiché al suo capo, alla Adult Swim, piaceva il suo senso dell'umorismo. A Thompson è stato quindi chiesto di inventare qualche divertente materiale interstiziale per un nuovo blocco di cartoni animati dalla durata di tre ore. Quando è arrivato il momento di presentarsi, era così sbronzo dalla notte prima che non era riuscito a trovare qualche idea, quindi iniziò semplicemente a far parlare la sua mano con un burattino. Le marionette a mano sono state un successo e Thompson è stato ordinato di scrivere 500 battute per riempire da 10 a 15 secondi di tempo di riempimento dalle ore 12:00 alle 15:00. Ha reclutato il suo amico Adam Reed per l'altro burattino e la serie è stata completata.
Thompson e Reed spesso erano sbronzi mentre facevano la serie e alla fine furono rimproverati per aver bevuto sul posto di lavoro dopo aver appiccato un fuoco sul set.